# Инидорка
Инидорка — река в России, протекает по Чердынскому району Пермского края. Устье реки находится в 182 км от устья Пильвы по левому берегу. Длина реки составляет 11 км.
Исток реки на Северных Увалах на южных склонах горы Инидор (300 м НУМ) в 9 км от границы с Республикой Коми. Течёт преимущественно в юго-западном направлении. Всё течение проходит по ненаселённому лесному массиву.

## Данные водного реестра
По данным государственного водного реестра России относится к Камскому бассейновому округу, водохозяйственный участок реки — Кама от истока до водомерного поста у села Бондюг, речной подбассейн реки — бассейны притоков Камы до впадения Белой. Речной бассейн реки — Кама.
Код объекта в государственном водном реестре — 10010100112111100003635.